# Qaragöl
Qaragöl – jezioro w Azerbejdżanie, w rejonie Laçın.
Jezioro ma powierzchnię 1,8 km², jego maksymalna głębokość wynosi 10 m. Znajduje się na wysokości bezwzględnej 2666 m n.p.m.
Jezioro usytuowane jest na północny wschód od szczytu Böyük Işıqlı, w pobliżu miasta Gandża.